# Stelios Sfakianakis
Stylianos Panagiotis Sfakianakis (Hagen, Alemania, 19 de marzo de 1976), futbolista griego. Juega de volante y su actual equipo es el Panetolikos de la Beta Ethniki de Grecia. 

## Clubes
| Club               | País   | Año       |
| ------------------ | ------ | --------- |
| Kavala FC          | Grecia | 1995-1996 |
| Olympiacos FC      | Grecia | 1997-2000 |
| Skoda Xanthi       | Grecia | 2000-2004 |
| Olympiakos Nicosia | Chipre | 2004-2005 |
| OFI Creta          | Grecia | 2005-2009 |
| Atromitos          | Grecia | 2009-2012 |
| Panetolikos        | Grecia | 2012-     |